# Enicospilus ixion
Enicospilus ixion är en stekelart som beskrevs av Ian D. Gauld och Mitchell 1981. Enicospilus ixion ingår i släktet Enicospilus och familjen brokparasitsteklar. Inga underarter finns listade i Catalogue of Life.